# Campionati europei di tuffi 2019
I campionati europei di tuffi 2019 si sono svolti dal 5 all'11 agosto 2019, presso la Sport Arena Liko di Kiev, in Ucraina.

## Nazioni partecipanti
- Armenia
- Austria
- Bielorussia
- Bulgaria
- Croazia
- Finlandia
- Francia
- Georgia
- Gran Bretagna
- Irlanda
- Italia
- Lettonia
- Lituania
- Paesi Bassi
- Germania
- Polonia
- Russia
- Romania
- Spagna
- Ungheria
- Ucraina
- Svizzera
- Svezia

## Podi

### Uomini
| Evento                      | Oro                                       | Punti  | Argento                                | Punti  | Bronzo                                       | Punti  |
| Tuffi individuali           |                                           |        |                                        |        |                                              |        |
| Trampolino 1 m (dettagli)   | Patrick Hausding                          | 388.85 | Oleh Kolodij                           | 381.50 | Lorenzo Marsaglia                            | 380.15 |
| Trampolino 3 m (dettagli)   | Evgenij Kuznecov                          | 499.45 | Patrick Hausding                       | 456.85 | James Heatly                                 | 439.90 |
| Piattaforma 10 m (dettagli) | Oleksij Sereda                            | 488.85 | Benjamin Auffret                       | 474.90 | Ruslan Ternovoi                              | 445.25 |
| Tuffi sincronizzati         |                                           |        |                                        |        |                                              |        |
| Trampolino 3 m (dettagli)   | Russia Evgenij Kuznecov Nikita Šlejcher   | 435.69 | Germania Patrick Hausding Lars Rüdiger | 398.64 | Gran Bretagna Anthony Harding Jordan Houlden | 387.60 |
| Piattaforma 10 m (dettagli) | Russia Aleksandr Belevcev Nikita Šlejcher | 417.30 | Ucraina Oleh Serbin Oleksij Sereda     | 413.16 | Gran Bretagna Matthew Dixon Noah Williams    | 412.56 |

### Donne
| Evento                      | Oro                                      | Punti  | Argento                                 | Punti  | Bronzo                                      | Punti  |
| Tuffi individuali           |                                          |        |                                         |        |                                             |        |
| Trampolino 1 m (dettagli)   | Vitalija Korolëva                        | 266.70 | Olena Fedorova                          | 263.45 | Kristina Il'inych                           | 263.05 |
| Trampolino 3 m (dettagli)   | Inge Jansen                              | 293.85 | Kristina Il'inych                       | 292.60 | Tina Punzel                                 | 290.15 |
| Piattaforma 10 m (dettagli) | Sofija Lyskun                            | 330.00 | Celine van Duijn                        | 304.50 | Julija Timošinina                           | 304.45 |
| Tuffi sincronizzati         |                                          |        |                                         |        |                                             |        |
| Trampolino 3 m (dettagli)   | Russia Ul'jana Kljueva Vitalija Korolëva | 290.70 | Germania Lena Hentschel Tina Punzel     | 288.87 | Ucraina Viktorija Kesar Hanna Pys'mens'ka   | 287.37 |
| Piattaforma 10 m (dettagli) | Italia Noemi Batki Chiara Pellacani      | 290.34 | Gran Bretagna Phoebe Banks Emily Martin | 284.40 | Russia Ekaterina Beljaeva Julija Timošinina | 277.50 |

### Misti
| Evento                      | Oro                                                                   | Punti  | Argento                                                                    | Punti  | Bronzo                                                                    | Punti  |
| Tuffi sincronizzati         |                                                                       |        |                                                                            |        |                                                                           |        |
| Trampolino 3 m (dettagli)   | Ucraina Viktorija Kesar Stanislav Oliferčyk                           | 297.69 | Germania Lou Massenberg Tina Punzel                                        | 294.09 | Svizzera Michelle Heimberg Jonathan Suckow                                | 282.00 |
| Piattaforma 10 m (dettagli) | Russia Ekaterina Beljaeva Viktor Minibaev                             | 320.70 | Gran Bretagna Eden Cheng Noah Williams                                     | 303.60 | Germania Florian Fandler Christina Wassen                                 | 287.76 |
| Squadra (dettagli)          | Germania Patrick Hausding Christina Wassen Tina Punzel Lou Massenberg | 405.50 | Russia Ekaterina Beljaeva Vitalija Korolëva Viktor Minibaev Il'ja Molčanov | 401.05 | Gran Bretagna Eden Cheng Anthony Harding Noah Williams Katherine Torrance | 392.00 |

## Medagliere
| Pos.   | Paese         | Oro | Argento | Bronzo | Totale |
| ------ | ------------- | --- | ------- | ------ | ------ |
| 1      | Russia        | 6   | 2       | 4      | 12     |
| 2      | Ucraina       | 3   | 3       | 1      | 7      |
| 3      | Germania      | 2   | 4       | 2      | 8      |
| 4      | Paesi Bassi   | 1   | 1       | 0      | 2      |
| 5      | Italia        | 1   | 0       | 1      | 2      |
| 6      | Gran Bretagna | 0   | 2       | 4      | 6      |
| 7      | Francia       | 0   | 1       | 0      | 1      |
| 8      | Svizzera      | 0   | 0       | 1      | 1      |
| Totale | Totale        | 13  | 13      | 13     | 39     |